# Джордже-Енеску
Джордже-Енеску (рум. George Enescu) — село у повіті Ботошані в Румунії. Входить до складу комуни Джордже-Енеску.
Село розташоване на відстані 401 км на північ від Бухареста, 35 км на північний захід від Ботошань, 128 км на північний захід від Ясс.

## Населення
За даними перепису населення 2002 року у селі проживали 219 осіб, усі — румуни. Усі жителі села рідною мовою назвали румунську.